# Callimormus
Callimormus là một chi bướm ngày thuộc họ Bướm nâu.